# Richard II de Rodez
Pour les articles homonymes, voir Hugues de Rodez.
Richard II de Rodez († ap. 1195) est un comte de Rodez et un vicomte de Carlat de la mort de son père, survenue entre 1154 et 1162 à sa mort, conjointement à son frère Hugues.

## Biographie
Il est fils d'Hugues Ier, comte de Rodez, et d'Ermengarde de Creyssels et succède avec son frère Hugues II à leur père entre 1154 et 1162. 
En 1162, une charte entérine un accord entre les deux frères, « Richardus et Hugo comes Ruthenensis » et l'évêque de Lodève.
Le 8 octobre 1176 le testament de son frère Hugues II l'institue comme tuteur de ses enfants, mais Richard II meurt après 1195 et avant son frère.

## Mariage
Il avait épousé une Guillemette dont on ne sait rien et qui n'a pas donné naissance à des enfants.